# Bản sắc anh hùng
Bản sắc anh hùng (tiếng Trung: 男兒本色, tiếng Anh: Invisible Target) là một bộ phim điện ảnh Hồng Kông thuộc thể loại hành động - võ thuật - hình sự ra mắt năm 2007 do Trần Mộc Thắng đồng viết kịch bản, đạo diễn và sản xuất, với sự tham gia của các diễn viên gồm Tạ Đình Phong, Dư Văn Lạc, Phòng Tổ Danh và Ngô Kinh.
Phim chính thức khởi chiếu tại Hồng Kông từ ngày 19 tháng 7 năm 2007. Tại Việt Nam, phim được Hãng phim Thiên Ngân mua bản quyền và chính thức khởi chiếu tại rạp từ ngày 12 tháng 10 năm 2007.

## Nội dung
Một băng cướp có vũ trang thực hiện vụ cướp ngay giữa ban ngày, mang đi 100 triệu USD từ chiếc xe tải chở tiền sau khi gây ra một vụ nổ kinh hoàng. Một trong những nạn nhân đáng thương của chúng là vợ sắp cưới của viên cảnh sát Trần Tấn. Sáu tháng sau, do vẫn bị ám ảnh bởi cái chết của người yêu, Trần Tấn không nguôi ý định trả thù.
Cùng lúc đó, viên thanh tra trẻ tuổi tên Phương Dịch Oai cũng lần theo dấu vết để truy tìm những kẻ chủ mưu của vụ cướp táo tợn cách đó nửa năm. Trong một lần trên đường đi tuần tra, Dịch Oai đụng độ với một nhóm tội phạm mà kẻ cầm đầu của chúng là Thiên Dưỡng Sinh, người có kỹ năng võ thuật siêu phàm với cách ra tay tàn nhẫn lạnh lùng. Sau một trận chiến căng thẳng, Dịch Oai bị Dưỡng Sinh đánh thất thủ, thậm chí hắn còn bắt anh nuốt ba viên đạn trước khi cùng đồng bọn bỏ đi.
Cùng đồng nghiệp, Trần Tấn tìm được một nơi cất giấu vũ khí của một băng xã hội đen, nhưng đúng lúc đó, một nhóm người lạ mặt xuất hiện. Chúng không ngại rút súng bắn chết những viên cảnh sát đứng bảo vệ hiện trường. Vô tình biết rằng đây chính là những kẻ đã gây ra cái chết của người vợ sắp cưới, Trần Tấn điên cuồng đuổi theo kẻ cầm đầu Dưỡng Sinh nhưng lại để hắn chạy thoát.
Một người muốn trả thù, còn người kia muốn lấy lại danh dự, Trần Tấn và Dịch Oai cùng tìm tới Vệ Cảnh Hạo, một viên cảnh sát trẻ gương mẫu và đầy nguyên tắc, vì anh nghi ngờ rằng anh trai của mình có dính líu tới vụ cướp trước đây. Một vụ náo loạn diễn ra tại một quán bar chỉ vì tính nguyên tắc của Cảnh Hạo khiến Trần Tấn và Dịch Oai phải ra tay giúp đỡ. Và từ lúc đó, họ trở thành bộ ba mà mỗi người đều muốn phá án vì mục đích của riêng mình.
Có một nhân viên bảo vệ còn sống sót là Hà Vĩnh Cường từng thông đồng với băng cướp trong vụ tấn công chiếc xe tải. Anh ta giả vờ bị điên, sống trong bệnh viện tâm thần, nhưng vẫn bị băng cướp tìm đến. Nhóm của Trần Tấn đến bệnh viện thì Vĩnh Cường đã chạy thoát cùng với băng cướp vì chúng đe dọa gia đình anh ta. Bọn tội phạm còn cướp một xe buýt chở trẻ em và bắt Cảnh Hạo làm con tin.
Sau cuộc trò chuyện với bọn cướp, các cảnh sát biết được Thiên Dưỡng Nghĩa, một thành viên băng cướp, là người đã giết anh trai của Cảnh Hạo. Dưỡng Sinh giết chết Vĩnh Cường, một quả bom hẹn giờ được bọn tội phạm đặt trên xe buýt của bọn trẻ, Trần Tấn và Dịch Oai bị bắt buộc đến một công viên giải trí để lấy tiền từ kẻ chủ mưu vụ cướp. Cảnh Hạo sau đó thoát ra và giải cứu bọn trẻ, phát hiện ra quả bom là giả, điều này cho thấy bọn tội phạm không có ý định hại bọn trẻ. Trần Tấn và Dịch Oai đến gặp người giao tiền, không ngờ đó lại là Chánh Thanh tra Mạc Vĩ Sâm. Vĩ Sâm cũng có thông đồng với kẻ chủ mưu thật sự, và khi gã chĩa súng vào Trần Tấn và Dịch Oai, đôi bạn đã giết chết gã.
Trần Tấn và Dịch Oai biết được kẻ chủ mưu thật sự chính là Giám đốc Chương Văn Diệu trong sở cảnh sát, ông ta là người đã cho phép băng cướp tấn công chiếc xe tải, sau đó trở mặt với chúng và chiếm số tiền cho riêng mình. Băng cướp cải trang thành cảnh sát để đi vào trụ sở cảnh sát lấy lại số tiền. Lúc này Giám đốc La Phái Quyền (người đồng cấp với Văn Diệu) cũng biết được toàn bộ sự thật. Một cuộc giao chiến diễn ra, cuối cùng băng cướp và Cảnh Hạo đều chết. Văn Diệu định giết Phái Quyền để diệt khẩu thì bị Trần Tấn và Dịch Oai bắn chết. Sau này Trần Tấn và Dịch Oai vẫn tiếp tục làm cảnh sát, cả hai thay thế Cảnh Hạo chăm sóc bà nội của anh ta.

## Diễn viên
- Tạ Đình Phong trong vai Trần Tấn
- Dư Văn Lạc trong vai Phương Dịch Oai
- Phòng Tổ Danh trong vai Vệ Cảnh Hạo
- Ngô Kinh trong vai Thiên Dưỡng Sinh
- Giang Nhược Lâm trong vai Lương Khải Lâm
- Lâm Gia Hoa trong vai Chương Văn Diệu
- Trịnh Hạo Nam trong vai La Phái Quyền
- Lý Xán Sâm trong vai Hà Vĩnh Cường
- An Chí Kiệt trong vai Thiên Dưỡng Nghĩa
- Thi Tổ Nam trong vai Thiên Dưỡng Chí
- Vương Tuyết Mai trong vai Thiên Dưỡng Ân
- Hoàng Đức Bân trong vai Mạc Vĩ Sâm
- Lư Huệ Quang trong vai Hoàng Cẩm Minh
- Ngũ Doãn Long trong vai Hổ
- Lâm Tuyết trong vai Gã đại gia
- Lư Yến trong vai bà nội của Cảnh Hạo
- Quách Phú Thành trong vai Vệ Cảnh Đạt (vai diễn khách mời, chỉ xuất hiện trên bức ảnh)